# Třtice
Třtice är en ort i Tjeckien.   Den ligger i regionen Mellersta Böhmen, i den nordvästra delen av landet, 40 km väster om huvudstaden Prag. Třtice ligger 446 meter över havet och antalet invånare är 448.
Terrängen runt Třtice är platt åt sydost, men åt nordväst är den kuperad. Runt Třtice är det tätbefolkat, med 286 invånare per kvadratkilometer. Närmaste större samhälle är Kladno, 17,5 km öster om Třtice. Trakten runt Třtice består till största delen av jordbruksmark.